# Trapezia rufopunctata
Trapezia rufopunctata är en kräftdjursart som först beskrevs av J. F. W. Herbst 1799.  Trapezia rufopunctata ingår i släktet Trapezia och familjen Trapeziidae. Inga underarter finns listade i Catalogue of Life.